# Тангшан
Тангшан (唐山) град је Кини у покрајини Хебеј. Према процени из 2009. у граду је живело 1.618.562 становника.

## Становништво
Према процени, у граду је 2009. живело 1.618.562 становника.
| 1990.   | 2000.     | 2009.     |
| ------- | --------- | --------- |
| 692.552 | 1.530.000 | 1.618.562 |

## Градови побратими
- Смедерево, Србија